# Dendroseris litoralis
Dendroseris litoralis là một loài thực vật có hoa trong Họ Cúc, chỉ được tìm thấy ở Juan Fernández Islands, phía tây Chile, và bị đe dọa do mất môi trườnf sống.

## Hình ảnh

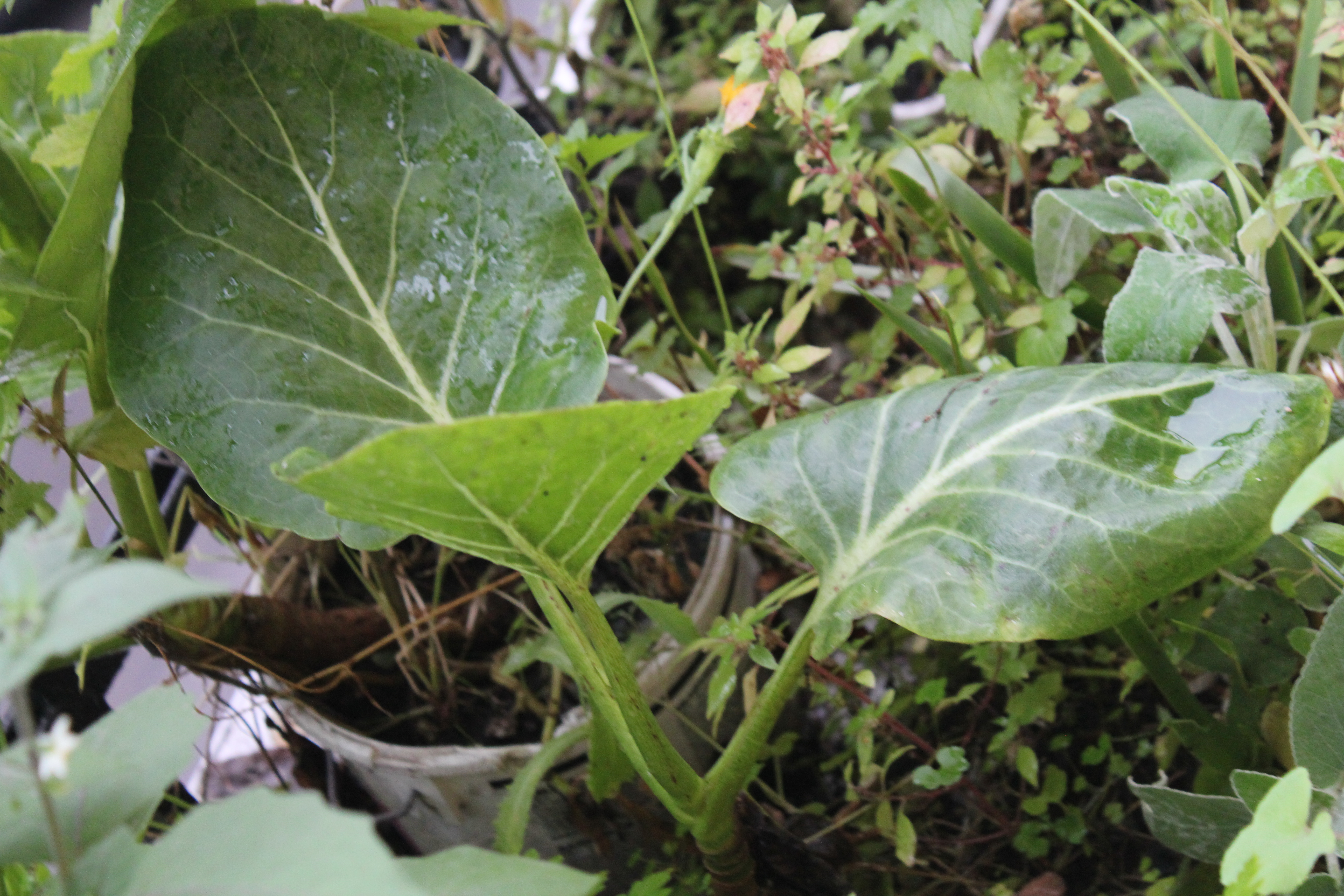